# Aeroporto di Asahikawa
L'aeroporto di Asahikawa (旭川空港?, Asahikawa Kūkō) (IATA: AKJ, ICAO: RJEC) è un aeroporto giapponese sito nel tessuto urbano della città di Asahikawa, capoluogo della sottoprefettura di Kamikawa, nell'isola e regione di Hokkaidō, nonché seconda città più popolata della prefettura di Hokkaidō. Indicato dalle autorità dell'aviazione civile giapponese come aeroporto di seconda classe, lo scalo si trova a circa 15 km sud est della stazione di Asahikawa.
La struttura è posta all'altitudine di 210 m s.l.m. (690 ft), costituita da un terminal passeggeri, una torre di controllo e da una pista con superficie in conglomerato bituminoso, lunga 2 500 m e larga 60 m (8 202 x 150 ft) con orientamento 16/34, equipaggiata con dispositivi di assistenza all'atterraggio tra i quali, il sistema di atterraggio strumentale (ILS), un impianto di illuminazione ad alta intensità (HIRL) con segnalazione della zona di touchdown (TDZL) (solo direzione 34), e con indicatore di angolo di approccio PAPI.
L'aeroporto, di proprietà del governo giapponese, è aperto al traffico commerciale.

## Statistiche
Questo grafico non è disponibile a causa di un problema tecnico.
Si prega di non rimuoverlo.
Vedi la query Wikidata di origine.